# 北郷駅
北郷駅（きたごうえき）は、宮崎県日南市北郷町郷之原にある、九州旅客鉄道（JR九州）日南線の駅である。

## 歴史
- 1941年（昭和16年）10月28日：鉄道省志布志線（現・日南線）油津駅 - 当駅間延伸時に終着駅として開設[1]。
- 1963年（昭和38年）5月8日：日南線南宮崎駅 - 当駅間開通、同時に志布志線志布志駅 - 当駅間が日南線へ編入、同線の駅となる[1]。
- 1971年（昭和46年）3月1日：貨物取扱廃止[2]。
- 1984年（昭和59年）2月1日：荷物扱い廃止[2]。
- 1987年（昭和62年）4月1日：国鉄分割民営化に伴い、九州旅客鉄道（JR九州）の駅となる[2]。
- 2022年（令和4年）4月1日：宮崎支社発足、鹿児島支社から同支社へ移管[3]。

## 駅構造
島式ホーム1面2線と側線を有する列車交換可能な地上駅。駅舎とホームは構内踏切で連絡している。
無人駅。ログハウス風駅舎を備え、中にはタクシー会社と自転車置場が入っている

### のりば
| のりば         | 路線    | 方向 | 行先             |
| -------------- | ------- | ---- | ---------------- |
| 西側（駅舎側） | ■日南線 | 上り | 南宮崎・宮崎方面 |
| 東側           | ■日南線 | 下り | 油津・志布志方面 |

## 利用状況
2015年（平成27年）度の1日平均乗車人員は71人である。
近年の1日平均乗車人員の推移は以下の通り。
| 年度   | 1日平均 乗車人員 |
| ------ | ---------------- |
| 1996年 | 158              |
| 1997年 | 182              |
| 1998年 | 184              |
| 1999年 | 168              |
| 2000年 | 173              |
| 2001年 | 185              |
| 2002年 | 170              |
| 2003年 | 147              |
| 2004年 | 116              |
| 2005年 | 110              |
| 2006年 | 95               |
| 2007年 | 94               |
| 2008年 | 90               |
| 2009年 | 93               |
| 2010年 | 91               |
| 2011年 | 91               |
| 2012年 | 84               |
| 2013年 | 87               |
| 2014年 | 83               |
| 2015年 | 71               |

## 駅周辺
- 日南市北郷町総合支所（旧・北郷町役場）
- 北郷郵便局
- 北郷温泉
- 蜂之巣公園

## 隣の駅
九州旅客鉄道（JR九州）
■日南線
- 特急「海幸山幸」停車駅

■快速「日南マリーン号」
伊比井駅 - 北郷駅 - 飫肥駅
■普通
伊比井駅 - 北郷駅 - 内之田駅